# Musica sindhi

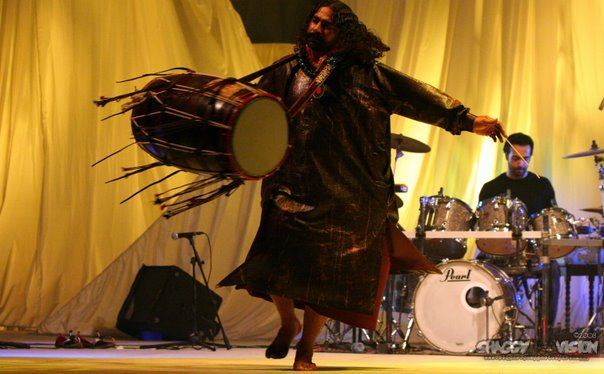
Suonatore di Dhol

La musica della provincia di Sindh cantata in lingua sindhi è generalmente eseguita negli stili baits e waee.
Lo stile baits è una musica vocale in sanhoon (voce bassa) o graham (voce alta). La musica strumentale waee è eseguita in molte maniere usando strumenti a corda.
La waee, conosciuta anche come kafi, è trovata nelle aree del Belucistan, Punjubi e Kutch.

## Strumenti usati nella musica sindhi
Gli strumenti comuni usati nella musica regionale sindhi sono:
- Ektara conosciuto come yaktaro nel Sindh
- Tambura conosciuto come danburo nel Sindh
- Flauto alghoza
- Bansuri
- Pungi conosciuto come been nel Sindh
- Narr
- Naghara
- Dhol
- Borrindo